# 上沧海
上沧海是一个位于中国云南省大理白族自治州宾川县的淡水湖，面积约为2.81平方千米，属金沙江水系，有炼洞河将之与宾居河相连，而后进入金沙江。